# Халча
Халча́ (укр. Халча) — село в Обуховском районе Киевской области Украины.

## Административное устройство
Халчанский сельский совет образован в 1918 году. В настоящее время в его состав входят сёла Халча, Вороновка и Петровское.
Площадь территории сельсовета 32,822 км². Население  составляет 672 человека (данные 2006 г.). Плотность населения на территории сельсовета составляет 20,47 чел./км².

## Образование
В селе есть детский сад и средняя школа.

## Культура
В Халче имеется Дом культуры и сельская библиотека. Также в селе Халча родилась заслуженная артистка Украины Надежда Фёдоровна Буравская (Заманская).

## Медицина
Имеется один фельдшерско-акушерский пункт.

## Спорт
Команда села Халча по волейболу является чемпионом области (2004).